# Tháng 7 năm 2010
Tháng 7 năm 2010 bắt đầu vào Thứ Năm và kết thúc sau 31 ngày vào Thứ Bảy.